# Himmeroder Denkschrift

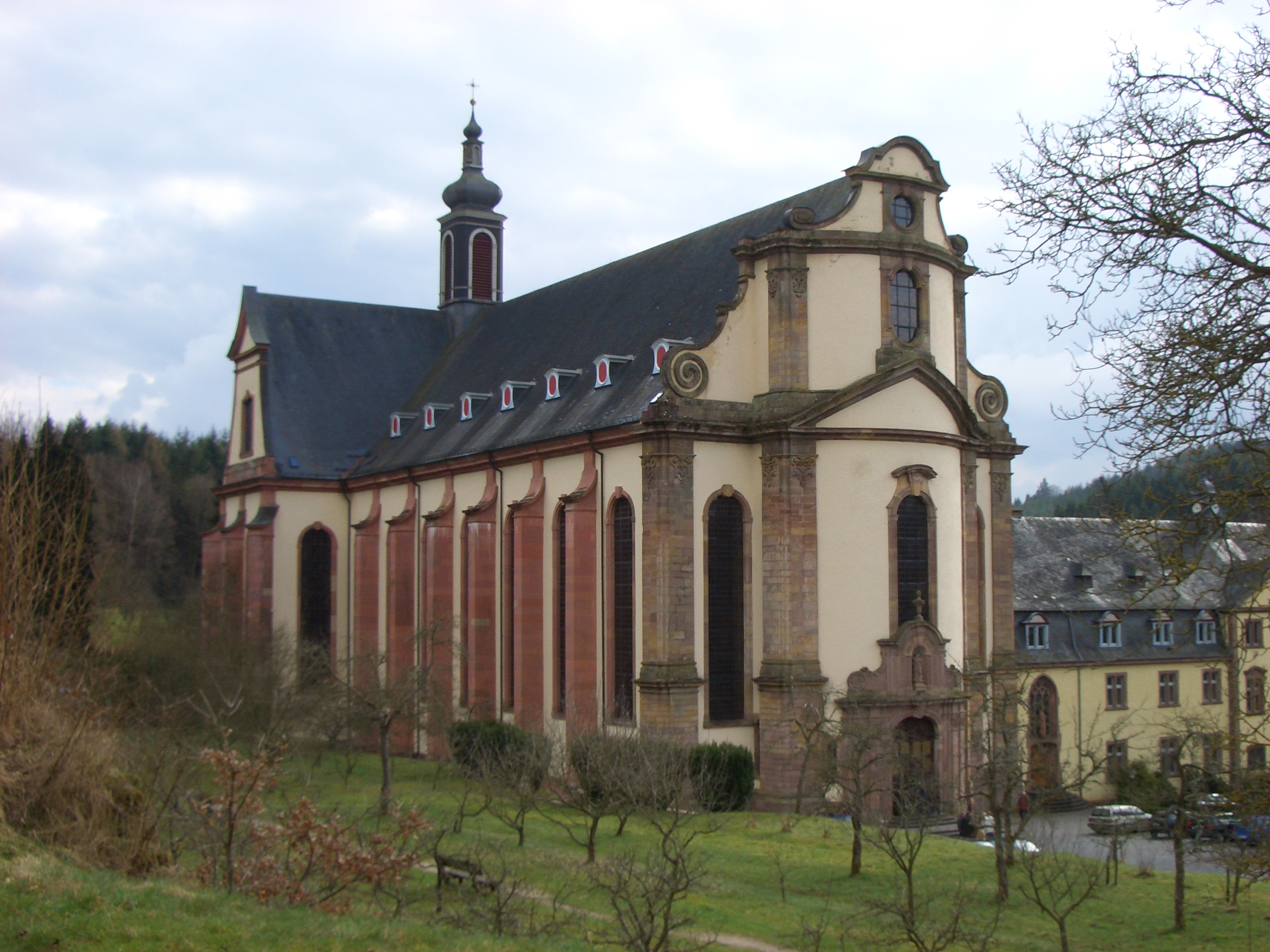
Abteikirche des Klosters Himmerod in der Eifel (2005)

Die Himmeroder Denkschrift, Langtitel Denkschrift über die Aufstellung eines Deutschen Kontingents im Rahmen einer übernationalen Streitmacht zur Verteidigung Westeuropas, war eine Geheime Bundessache vom 9. Oktober 1950 über mit Duldung der Westalliierten geplante westdeutsche Streitkräfte. Sie entstand im Auftrag des damaligen Bundeskanzlers Konrad Adenauer im Kloster Himmerod.

## Hintergrund

### Koreakrieg
Am 25. Juni 1950 hatte mit einem nordkoreanischen Angriff der Koreakrieg begonnen, der anfangs zu einer fast vollständigen Besetzung Südkoreas führte und dessen weitere Existenz bedrohte. Dabei war Nordkorea zwar von der Sowjetunion und der Volksrepublik China unterstützt worden, die militärischen Operationen hatten die nordkoreanischen Streitkräfte aber allein durchgeführt. Durch diesen Stellvertreterkrieg war im Kalten Krieg eine direkte Konfrontation der Supermächte UdSSR und USA vermieden worden. Es bestand die Sorge, es könne auch in Deutschland zu einem solchen Stellvertreterkrieg kommen, in dem Truppen der DDR die Bundesrepublik überrennen. Auch ein direkter Angriff der Sowjetunion wurde für möglich gehalten. In der westdeutschen Bevölkerung machte sich große Beunruhigung breit, unter anderem in Form von Hamsterkäufen.

### Deutsche bewaffnete Kräfte

Aufteilung Deutschlands in Besatzungszonen nach 1945

Bereits am 1. Dezember 1946 hatte die Sowjetische Militäradministration in Deutschland mit dem Aufbau einer bewaffneten und militärisch organisierten Grenzpolizei begonnen, die zunächst der Deutschen Verwaltung des Innern (DVdI), später dem Ministerium für Staatssicherheit (MfS) unterstand. Im Oktober 1948 begann der Aufbau einer zunächst 10.000 Mann starken Truppe von 40 Bereitschaften mit je 250 Mann.
Nach Gründung der DDR am 7. Oktober 1949 wurden noch im selben Monat die Volkspolizeibereitschaften und -schulen in der Hauptverwaltung Ausbildung (HVA) des Ministeriums des Innern (MdI) zusammengefasst. Neben den der HVA unterstellten Polizeitruppen entstanden weitere bewaffnete Verbände. So war die Grenzpolizei des Landes Mecklenburg ab Januar 1950 für die Überwachung der Ostseeküste zuständig. Im Juni 1950 wurde die Hauptverwaltung Seepolizei (HVS) des MdI aufgestellt, die mit Küstenschutz-, Räum- und Spezialbooten ausgestattet wurde. Im Juli 1950 wurde beschlossen, im Rahmen der FDJ mit Unterstützung der Volkspolizei wehrsportliche Interessengemeinschaften zu bilden. Im Westen ging man im Sommer 1950 von einer ostdeutschen Truppenstärke zwischen 53.000 (US-Schätzung) und 75.000 (westdeutsche Schätzung) aus, wobei bis 1952 ein Aufwuchs bis auf 300.000 Mann für möglich gehalten wurde.
Bis Sommer 1950 hatte damit auf breiter Grundlage der Aufbau militärischer Fähigkeiten in der DDR begonnen. Er wurde begleitet von einer aggressiven Propaganda der DDR-Führung, die beständig Parallelen mit dem Koreakrieg zog und eine solche Lösung für Deutschland öffentlich diskutierte. Ulbricht erklärte bei einer Parteiveranstaltung am 3. August 1950 im Friedrichstadtpalast, „Korea lehre, dass Marionettenregierungen früher oder später hinweggefegt würden, und deshalb werde man den Kampf führen, um die Nester der Kriegsprovokation zu liquidieren, so wie das in Süd-Korea geschieht“. Die Regierung Adenauer und die Westalliierten schätzten die militärischen Fähigkeiten der DDR allerdings als so gering ein, dass ein bewaffneter Angriff allein ihrer Truppen nicht vor 1952 zu erwarten sei.
Die Bundesrepublik Deutschland besaß 1950 keine eigenen bewaffneten Kräfte, lediglich die Bundesländer verfügten über Bereitschaftspolizeien. Im Frühjahr 1950 hatten die Vereinigten Stabschefs der alliierten Streitkräfte in Deutschland die Forderung erhoben, unter dem Namen „Staatsschutz“ eine Bundespolizei von 5.000 Mann aufzustellen. Im Jahr 1951 wurde mit dem Aufbau des Bundesgrenzschutzes begonnen. Eine Besonderheit bildeten die alliierten Dienstgruppen, in denen 1950 etwa 145.000 Deutsche beschäftigt waren. Für Sicherheitsaufgaben an den Küsten wie etwa die Seeminenbekämpfung gab es kleinere deutsche Seeverbände mit etwa 1600 Mann unter alliierter Führung.

### Truppen des Ostblocks und der Westalliierten
Vor diesem Hintergrund wären für einen Krieg in Deutschland und Europa vor allem die Kräfte der Siegermächte des Zweiten Weltkriegs und ihrer Verbündeten ausschlaggebend gewesen.

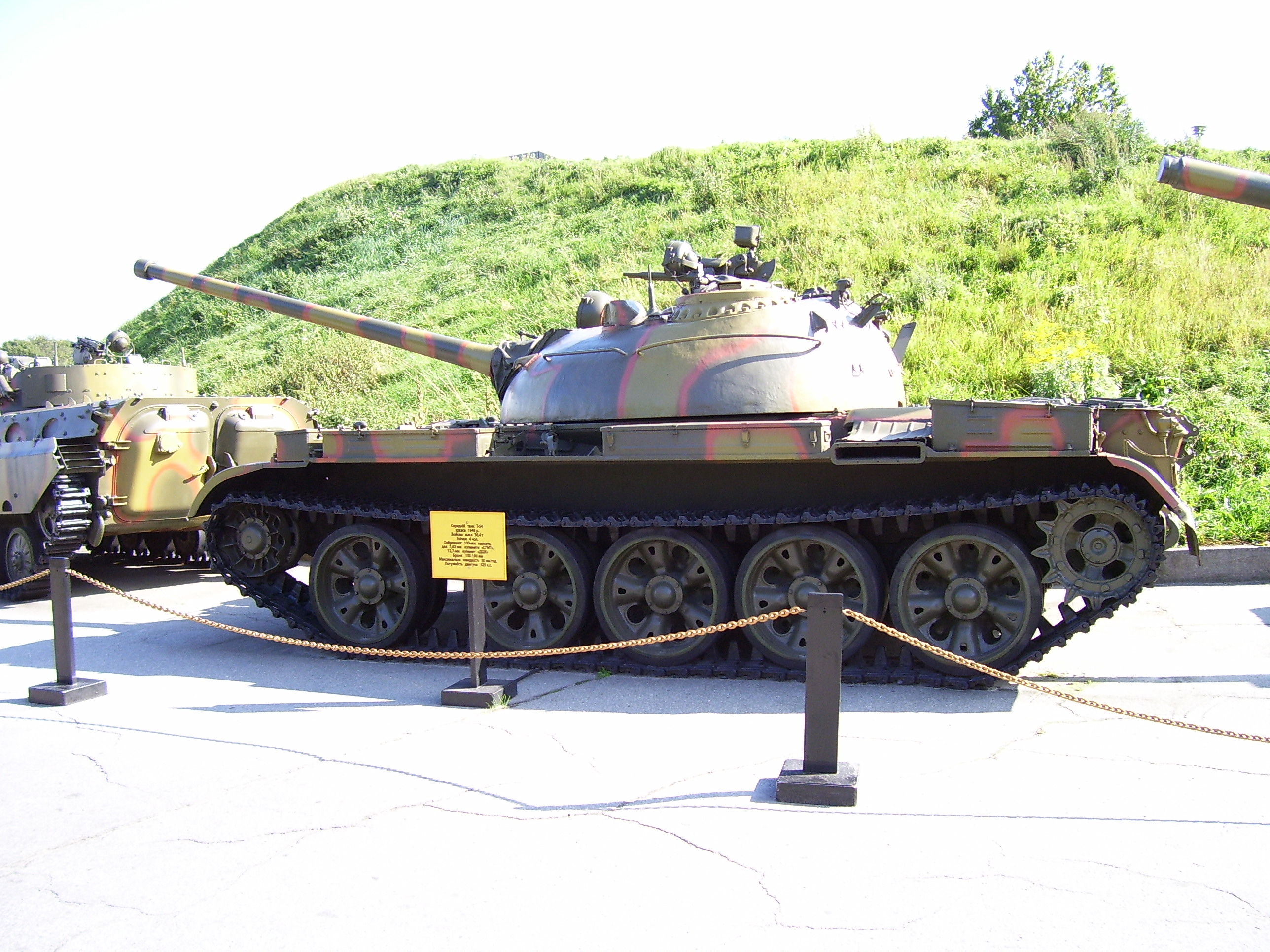
Der Kampfpanzer T-54 wurde nach dem Zweiten Weltkrieg in die Rote Armee eingeführt

Nach verschiedenen westlichen Schätzungen verfügte die Sowjetarmee 1950 über eine Friedensstärke von 175 Kampfdivisionen, 30 Flak- und Artilleriedivisionen und zwischen 25.000 und 60.000 Kampfpanzer. Der Gruppe der Sowjetischen Streitkräfte in Deutschland rechnete man 22 Kampfdivisionen mit 6000 Panzern, sechs bis neun Flak- und zwei bis drei Artilleriedivisionen zu. Man ging davon aus, dass in der DDR 328.700 Mann stationiert waren, davon 270.000 bei den Landstreitkräften.
Die Westalliierten hatten nach dem Kriegsende in Europa 1945 ihre Truppen in Deutschland erheblich reduziert. Die stärksten Kampfverbände waren in verschiedenen Konflikten in Übersee gebunden, wie etwa dem Indochinakrieg. 1950 befanden sich noch etwa 170.000 amerikanische, britische und französische Heeressoldaten in Deutschland, von denen ein erheblicher Anteil Verwaltungsaufgaben der Besatzungstruppen wahrnahm und für Kampfaufgaben ungeeignet war. Die Ausstattung der meisten Truppen war nicht modern. Nach Einschätzung der westdeutschen Regierung verfügten die Alliierten an Kampftruppen über je zwei amerikanische und britische Divisionen und einige kleinere französische Verbände. In den Heimatländern standen kaum Truppen für eine schnelle Verlegung nach Deutschland zur Verfügung.

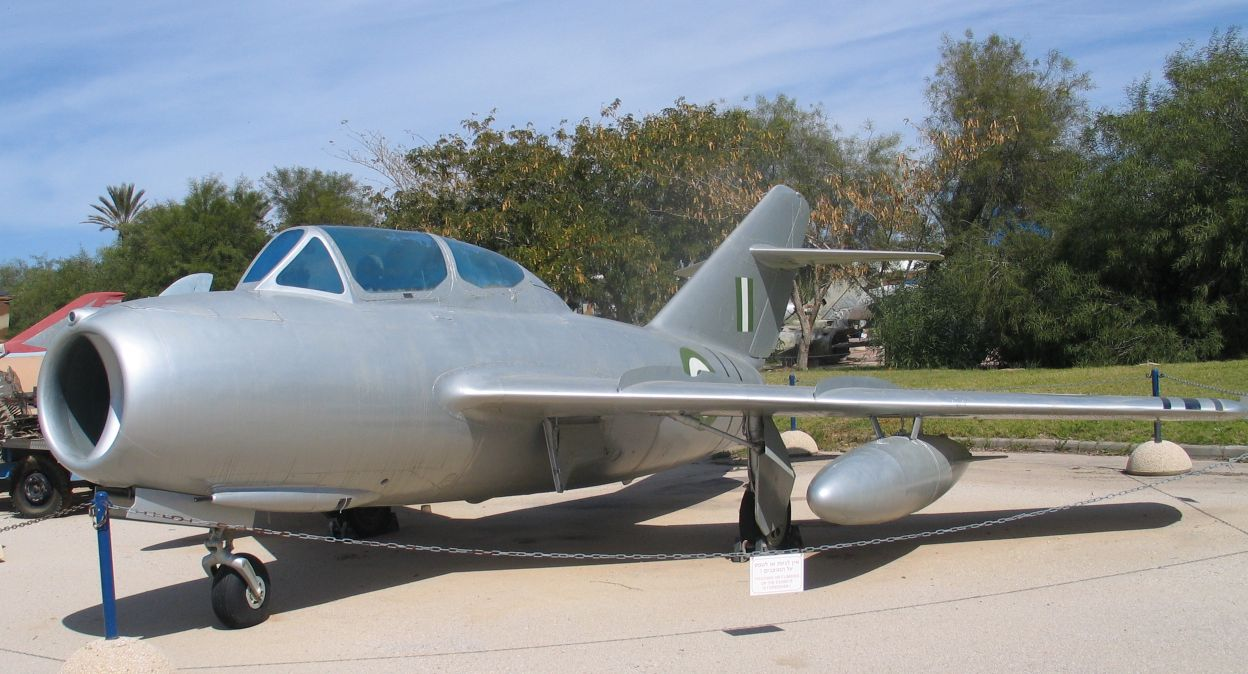
Eine MiG-15, von denen die Sowjetunion zu Beginn des Koreakriegs etwa 100 Maschinen besaß

Die Einschätzung über die Stärke der Luftstreitkräfte war sehr unsicher, weil deren Kräfte sehr viel schneller hätten verlegt werden können. Man rechnete den sowjetischen Luftstreitkräften und den Seefliegerkräften etwa 20.000 Flugzeuge, darunter 5000 Düsenflugzeuge, zu. Es wurde von einer erheblichen Unterlegenheit des Westens ausgegangen.

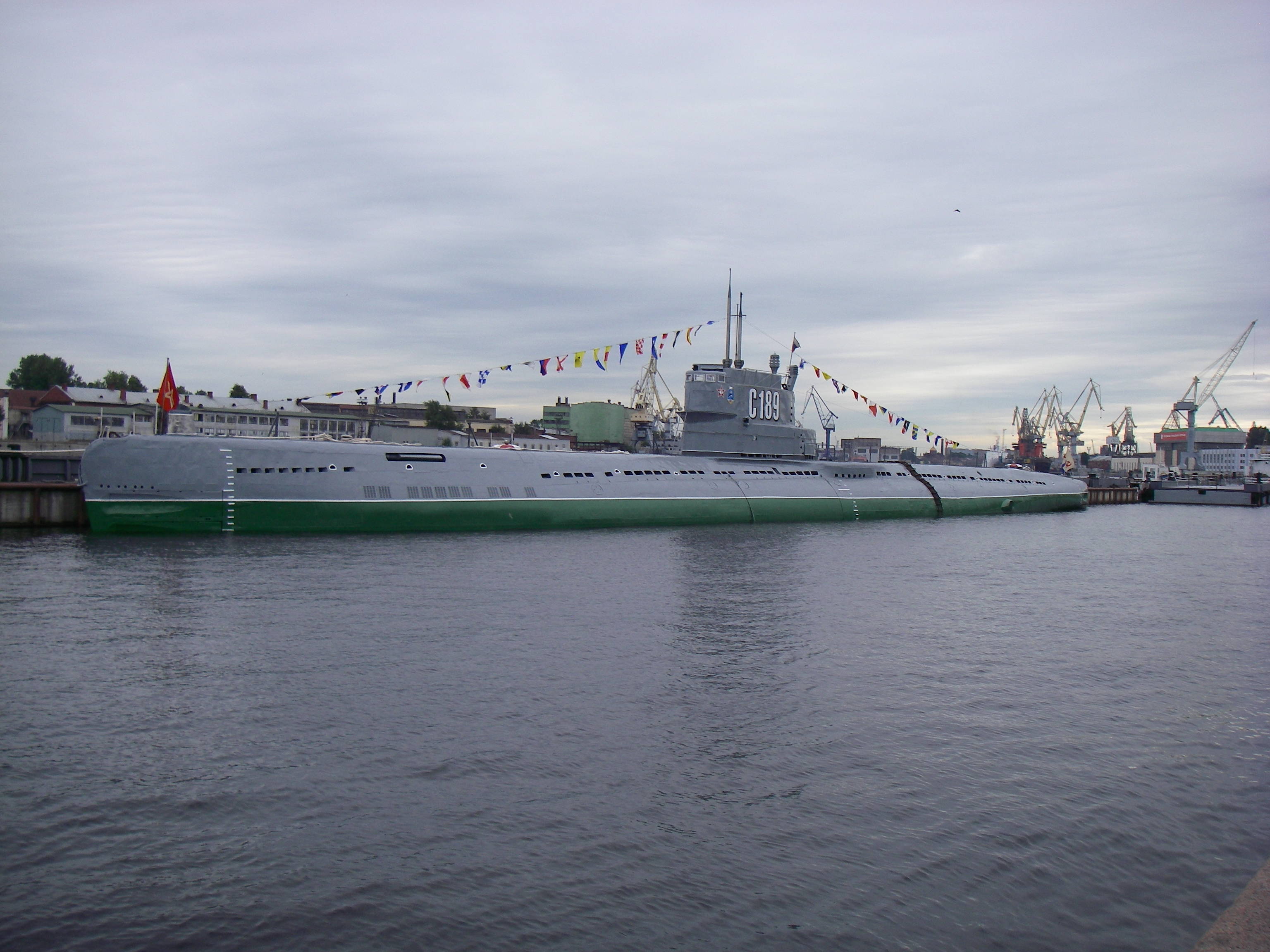
Ein U-Boot der Whiskey-Klasse, von der ab 1948 in der UdSSR 215 Stück gebaut wurden

Anders verhielt es sich bei den Kriegsflotten, bei denen die westlichen Kräfte denen der Sowjetunion in erheblichem Maße überlegen waren. Sorge bereiteten nur die vermuteten 250 U-Boote der sowjetischen Marine, die gegen westliche Verstärkungstransporte nach Europa zum Einsatz gebracht werden konnten.

Westlicher und sowjetischer Machtbereich in Europa

Bei den Atomwaffen hatten die USA seit 1945 ein Monopol besessen, das den europäischen Verbündeten als ausreichender Schutz gegen die Überlegenheit der konventionellen sowjetischen Streitkräfte ausgereicht hatte. Nach dem ersten erfolgreichen Atomwaffentest der Sowjetunion 1949 veränderte sich diese Lage. Es war absehbar, dass die Sowjetunion in absehbarer Zeit mit ihren Waffen das amerikanische Potenzial kompensieren würde. Damit wurden ihre konventionellen Kräfte zu einer Bedrohung Westeuropas. Nach westlicher Einschätzung waren sie in der Lage, eine Offensive bis zum Atlantik zu führen. Für Deutschland besonders bedrohlich war die Tatsache, dass die Alliierten die Verteidigung am Boden erst entlang des Rheins aufnehmen wollten. Damit wäre bei einem sowjetischen Angriff praktisch die gesamte Bundesrepublik sofort dem Gegner in die Hände gefallen.
Nach Ausbruch des Koreakrieges wurde vor allem diskutiert, wie groß die Gefahr eines unmittelbaren Angriffs durch die Sowjetunion sei und ob die Volkspolizei der DDR schon einen Stellvertreterkrieg wie in Korea führen könne. Adenauer erhielt zu beiden Fragen unterschiedliche Bewertungen. Auf westlicher Seite hielt man es jedoch für am wahrscheinlichsten, dass im Angriffsfall zunächst Verbände der Volkspolizei gegen die Bundesrepublik Deutschland eingesetzt werden sollten, denen bei Bedarf sowjetische Kräfte folgen würden. Bis 1952 würde aus der Volkspolizei eine Volksarmee entstehen, die zu derartigen Operationen in der Lage sein werde. Ebenfalls für 1952 erwartete man ein nukleares Patt, das die Bedeutung konventioneller Kräfte erheblich verstärken würde. Damit verblieben für Gegenmaßnahmen nur zwei Jahre Zeit.

### Möglichkeiten zur Stärkung der westeuropäischen Verteidigung
Vor diesem Hintergrund stellte sich die Frage, wie Westeuropa gegen die überlegenen konventionellen sowjetischen Streitkräfte verteidigt werden könne. Dabei war auch zu klären, wie sich Westdeutschland als bevölkerungsreichster Staat Westeuropas an dessen Verteidigung beteiligen sollte, während noch immer Demilitarisierungsmaßnahmen stattfanden. Die deutsche Wiederbewaffnung war nicht nur eine praktisch-militärische, sondern vor allem eine politische und psychologische Frage. Bundeskanzler Konrad Adenauer hatte bereits früh nach der Gründung der Bundesrepublik Deutschland erkannt, dass deren Souveränität in erheblichem Maße davon abhängen werde, wie stark sie sich an der europäischen Verteidigung mit eigenen Truppen beteiligen würde.
Für eine solche Beteiligung zeichneten sich verschiedene Optionen ab, wobei eine nationale deutsche Wehrmacht sowohl von deutscher Seite als auch in der europäischen Öffentlichkeit ausgeschlossen wurde. Eine Option war die Schaffung einer so genannten Bundesgendarmerie als stark bewaffneter Polizeitruppe mit bis zu 60.000 Mann. Tatsächlich bewilligten die Alliierten die Aufstellung einer solchen später als Bundesgrenzschutz bezeichneten Truppe mit zunächst 30.000 Angehörigen. Außerdem wurde die Möglichkeit erwogen, die Alliierten Dienstgruppen auszubauen.
Adenauer bestand auf einer alliierten Anfrage als Voraussetzung für deutsche Überlegungen über einen Verteidigungsbeitrag. Diese Anfrage beschloss der Nordatlantikrat am 19. September 1950. Am gleichen Tage verabschiedeten die Außenminister der USA, Großbritanniens und Frankreichs ein Kommuniqué, in dem praktisch der Zusammenhang zwischen Wiederbewaffnung und Souveränität Deutschlands anerkannt wurde. Neben Lockerungen des alliierten Besatzungsrechts wurde angeboten, einen Angriff auf die Bundesrepublik Deutschland wie einen Angriff gegen sich selbst zu behandeln. Dieses Angebot war faktisch eine Garantieerklärung für die Sicherheit Westdeutschlands.

## Die Himmeroder Expertengruppe
Damit war die Frage der militärischen Bewaffnung der Bundesrepublik Deutschland jedoch noch längst nicht politisch entschieden. Unter dem Eindruck des Koreakriegs erfolgte eine Anzahl von Sondierungen zwischen den Westalliierten untereinander und mit der Regierung Adenauer. Im September 1950 sahen Adenauer und seine amerikanischen Gesprächspartner die Zeit gekommen, Gespräche über praktische Fragen eines deutschen Verteidigungsbeitrags vorzubereiten. Dafür wurden auf deutscher Seite Experten gesucht, die für die Aufgabe zur Verfügung standen und auch politisch akzeptabel waren.
Adenauer hatte im Mai 1950 unter größter Geheimhaltung eine Dienststelle unter Leitung seines militärischen Beraters, General Gerhard Graf von Schwerin, einrichten lassen. Sie trug die Bezeichnung Zentrale für Heimatdienst (ZfH) und wurde beauftragt, ehemalige Generalstabsoffiziere, Generale und Admirale der drei Wehrmachtsteile auszuwählen, die als „unbelastet“ galten und von denen einige im weitesten Sinne dem militärischen Widerstand gegen Hitler zuzurechnen waren. Aus ihnen sollte ein Gremium deutscher Experten für militärische Expertengespräche mit den Alliierten entstehen. Sie sollten auch gegenüber alliierten Verhandlungspartnern auftreten können. Trotzdem ist an der Auswahl einzelner Teilnehmer heftige Kritik geübt worden.
Parallel dazu gab es verschiedene Gruppen, die eine Wiederbewaffnung diskutierten. Dazu gehörten ein Kreis um Generalleutnant a. D. Hans Speidel und ein Kreis um Bundesbauminister Eberhard Wildermuth (FDP). Ebenfalls im Auftrag Adenauers, den Wildermuth überbrachte, trafen sich Speidel, Adolf Heusinger und Hermann Foertsch am 5. Januar 1950, wobei ein „Besprechungsplan“ zu verteidigungspolitischen Fragen entstand. Es folgte ein weiteres Treffen im Mai 1950, an dem neben Speidel, Heusinger und Foertsch auch Konteradmiral a. D. Eberhard Godt und Generalleutnant a. D. Oldwig von Natzmer teilnahmen. Bei einem Folgetreffen Anfang Juli stieß General der Flieger a. D. Hans Seidemann dazu. Kurz darauf wurde die Gruppe um Speidel, wohl auf Betreiben und Vermittlung Wildermuths hin, von Adenauer inoffiziell als Arbeitsstab eingesetzt. Das genaue Verhältnis dieser Gruppe zu der parallelen Beauftragung Graf von Schwerins ist in der Forschung bis heute umstritten, war aber offenbar konfliktbeladen. Die Speidel-Wildermuth-Gruppe legte am 7. August 1950 die Denkschrift Gedanken über die Frage der äußeren Sicherheit der Deutschen Bundesrepublik vor. Diese Denkschrift, die in vielen Punkten von den Konzepten Graf von Schwerins abwich, wurde in den folgenden Monaten offenbar zur programmatischen Grundlage für Verhandlungen Adenauers mit den Westalliierten.
Im Kloster Walberberg, zwischen Köln und Bonn, sollte bereits Ende August 1950 das erste Treffen eines Ausschusses für Sicherheitsfragen stattfinden. Im letzten Augenblick wurde es wieder abgesagt, da der NATO-Rat im September 1950 in New York die Frage einer deutschen Wiederbewaffnung behandeln wollte, und Adenauer es vorzog, bis dahin mit weiteren deutschen Schritten zu warten. Eingeladen durch die ZfH, trat das Expertengremium in gegenüber den Planungen für Walberberg veränderter und erweiterter Zusammensetzung schließlich am 5. Oktober 1950 im Kloster Himmerod zusammen und tagte bis zum 9. Oktober. Es ging darum, zur Vorbereitung der deutschen Wiederbewaffnung ein Konzept für Rüstung und Organisation, Ausstattung und Ausrüstung der künftigen deutschen Streitkräfte zu erstellen.
Der einberufene Kreis bestand aus 15 Personen, darunter zehn ehemalige Generale und Admirale. Die sieben Teilnehmer, die später in den Dienst der Bundeswehr aufgenommen wurden, erlangten dort Generals- und Flaggoffizierränge. Die übrigen sechs starben vor Aufstellung der Bundeswehr oder wurden aus Altersgründen nicht übernommen. Fünf Teilnehmer waren Angehörige der Organisation Gehlen, davon drei auch des späteren Bundesnachrichtendienstes; zwei gingen zur Bundeswehr.
Es ist davon auszugehen, dass die sieben übernommenen Offiziere, die zum Teil höchste Stellungen in der Bundeswehr (Generalinspekteur, Inspekteure von Teilstreitkräften) und in der NATO (Vorsitzender des Militärausschusses, hohe Kommandeure) erlangten, die in Himmerod entwickelten Gedanken in der Bundeswehr zur Geltung gebracht haben.
| Letzter Dienstgrad in der Wehrmacht | Name                              | Geburts- und Sterbejahr | Wehrmachtsteil/ Teilstreitkraft | Tätigkeit in der Bundeswehr | Bemerkungen                                                                                              |
| ----------------------------------- | --------------------------------- | ----------------------- | ------------------------------- | --- | --- |
| Major                               | Wolf von Baudissin                | 1907–1993               | Heer                            | 1955–1967, zuletzt als Generalleutnant Stellvertretender Chef des Stabes für Planung und Operation beim NATO-Oberkommando Europa (SHAPE)  | nach der Pensionierung Gründer und Leiter des Instituts für Friedensforschung an der Universität Hamburg |
| General der Infanterie              | Hermann Foertsch                  | 1895–1961               | Heer                            | nicht verwendet | Angehöriger der Organisation Gehlen, später BND                                                          |
| Admiral                             | Walter Gladisch                   | 1882–1954               | Marine                          | vor Aufstellung der Bundeswehr gestorben                                                                                                  | |
| Generalleutnant                     | Adolf Heusinger                   | 1897–1982               | Heer                            | 1956–1964, erster Generalinspekteur der Bundeswehr, erster deutscher Vorsitzender des NATO-Militärausschusses, letzter Dienstgrad General | Angehöriger der Organisation Gehlen                                                                      |
| Oberst i. G.                        | Johann Adolf Graf von Kielmansegg | 1906–2006               | Heer                            | 1956–1966, zuletzt als General Oberbefehlshaber Alliierte Streitkräfte Europa Mitte (LANDCENT)                                            | |
| General der Flieger                 | Robert Knauss                     | 1892–1955               | Luftwaffe                       | vor Aufstellung der Bundeswehr gestorben                                                                                                  | |
| Major i. G.                         | Horst Krüger                      | 1916–1989               | Luftwaffe                       | 1955–1973, zuletzt als Generalmajor | |
| General der Flieger                 | Rudolf Meister                    | 1897–1958               | Luftwaffe                       | nicht verwendet | |
| Oberst i. G.                        | Eberhard Graf von Nostitz         | 1906–1983               | Heer                            | Brigadegeneral d. R. | Angehöriger der Organisation Gehlen, später BND                                                          |
| General der Panzertruppe            | Hans Röttiger                     | 1896–1960               | Heer                            | 1956–1960 erster Inspekteur des Heeres, Generalleutnant                                                                                   | |
| Vizeadmiral                         | Friedrich Ruge                    | 1894–1985               | Marine                          | 1956–1961 erster Inspekteur der Marine, Vizeadmiral                                                                                       | |
| Kapitän zur See                     | Alfred Schulze-Hinrichs           | 1899–1972               | Marine                          | nicht verwendet | Angehöriger der Organisation Gehlen, später BND                                                          |
| General der Panzertruppe            | Fridolin von Senger und Etterlin  | 1891–1963               | Heer                            | nicht verwendet | Mitglied des Personalgutachterausschusses für die Bundeswehr                                             |
| Generalleutnant                     | Hans Speidel                      | 1897–1984               | Heer                            | 1956–1964, als General erster deutscher Oberbefehlshaber Alliierte Landstreitkräfte Europa Mitte (LANDCENT)                               | Angehöriger der Organisation Gehlen                                                                      |
| Generaloberst                       | Heinrich von Vietinghoff-Scheel   | 1887–1952               | Heer                            | vor Aufstellung der Bundeswehr gestorben                                                                                                  | |

Für die Tagung wurden vier Ausschüsse eingeteilt, die sich mit verschiedenen Themenkomplexen befassen sollten:
- Militärpolitischer Ausschuss: Speidel (Vorsitz), Meister, Ruge, Nostitz
- Allgemeiner Ausschuss: Foertsch (Vorsitz), Knauss, Baudissin, Krüger
- Organisationsausschuss: Heusinger (Vorsitz), Röttiger, Meister, Gladisch, Kielmansegg
- Ausbildungsausschuss: Senger und Etterlin (Vorsitz), Schulze-Hinrichs, Krüger

Als Sekretär der Expertengruppe fungierte Kielmansegg, der auch die Schlussredaktion des Berichts vornahm. Nach zum Teil intensiven Diskussionen gelang es der Gruppe, sich auf einen gemeinsamen Text zu einigen, der von allen Mitgliedern mitgetragen wurde. Deswegen wurde die Denkschrift auch als Gründungskompromiss der Bundeswehr bezeichnet.
Schulze-Hinrichs nahm als Marineexperte an der Tagung teil. Er war seit 1948 Angehöriger der Organisation Gehlen und übernahm 1952 dort das neue selbständige Referat Militärische Auswertung Marine.

## Inhalt der Denkschrift
Die Expertengruppe erarbeitete eine Denkschrift „über die Aufstellung eines deutschen Kontingents im Rahmen einer übernationalen Streitmacht zur Verteidigung Westeuropas“ und zu den Konzepten der „Inneren Führung“ und des „Staatsbürgers in Uniform“.
Die nach ihrem Entstehungsort so genannte Himmeroder Denkschrift ist in fünf Abschnitte gegliedert:
- I. Abschnitt „Militärpolitische Grundlagen und Voraussetzungen“
- II. Abschnitt „Grundlegende Betrachtungen zur operativen Lage der Bundesrepublik“
- III. Abschnitt „Organisation des deutschen Kontingents (D.K.)“
- IV. Abschnitt „Ausbildung“
- V. Abschnitt „Das innere Gefüge“

Angehängt wurde eine Stellungnahme des Grafen Schwerin.

### I. Militärpolitische Grundlagen und Voraussetzungen
Der erste Abschnitt befasst sich mit politischen, militärischen und psychologischen Voraussetzungen für einen deutschen Wehrbeitrag zur Verteidigung Westeuropas. Er gilt als der umstrittenste der Denkschrift, weil er verschiedene Forderungen für den Umgang mit den ehemaligen Angehörigen von Wehrmacht und Waffen-SS enthält, die die damals gängigen Auffassungen über deren Beteiligung an deutschen Kriegsverbrechen während des Zweiten Weltkriegs widerspiegelt. Es wird vorausgesetzt, dass die Westmächte und die Regierung Adenauer die „Diffamierung“ der Wehrmacht und Waffen-SS einstellen, die als Kriegsverbrecher verurteilten Soldaten freilassen, sofern sie auf Befehl oder Grundlage alter deutscher Gesetze gehandelt haben, schwebende Verfahren einstellen und eine „Ehrenerklärung für den deutschen Soldaten“ abgeben.
Einer der Hintergründe für die grundsätzliche Forderung nach Rehabilitation lag in der prekären wirtschaftlichen und sozialen Situation ehemaliger Berufssoldaten. Mit dem Alliierten Kontrollratsgesetz Nr. 34 waren ihre staatliche Besoldung und Ansprüche auf Pensionen entfallen. Im Öffentlichen Dienst bestanden Einstellungsverbote für sie, wegen fehlender ziviler Berufsqualifikationen waren ihre Möglichkeiten, eine Arbeitsstelle zu finden, stark eingeschränkt. Viele ehemalige Berufssoldaten lehnten es ab, sich am Aufbau neuer Streitkräfte zu beteiligen, solange diese Regelungen bestanden.
Des Weiteren befasst sich dieser Abschnitt mit der Rolle eines deutschen Kontingents innerhalb einer westlichen Verteidigungsorganisation. Die deutschen Verbände sollten in relativ großen Truppenkörpern bis zur Korpsstärke national organisiert sein. Keinesfalls sollten die deutschen Soldaten als „Soldaten 2. Klasse“ in alliierten Strukturen eingebunden sein.
Außerdem wurde gefordert, dass Deutschland in den künftigen Verteidigungsplänen einer gemeinsamen Allianz nicht erst am Rhein verteidigt und damit zum verwüsteten Kampfgebiet werden dürfe. Die Westmächte hätten zwar eine Sicherheitsgarantie für die Bundesrepublik Deutschland abgegeben, verfügten aber nicht über die Mittel, diese im Falle eines sowjetischen Angriffs einzulösen.

### II. Grundlegende Betrachtungen zur operativen Lage der Bundesrepublik
Im zweiten Kapitel wird zunächst die sowjetische Bedrohung analysiert. Die Expertengruppe kommt zu dem Schluss, dass die Sowjetunion jederzeit und ohne weitere Vorbereitungen zum Angriff auf Westeuropa schreiten kann. Ihr Ziel müsse es sein, schnell in den Besitz der gesamten Atlantikküste von Narvik bis zu den Pyrenäen zu kommen, um eine Lage zu schaffen, in der sie die Reaktionen des Westens in Ruhe abwarten können. Wann ein solcher Angriff beginne, sei nicht absehbar, wobei die Sowjetunion nicht leichtfertig handeln würde.
Der Westen habe nur völlig unzureichende Verteidigungsmöglichkeiten. Es bedürfe eines operativen Plans für die Gesamtverteidigung Westeuropas, in den amerikanische und deutsche Beiträge eingebunden seien. Europa müsse so weit wie möglich im Osten verteidigt werden. Die Verteidigungsbereitschaft müsse sehr schnell hergestellt werden können. Es komme darauf an, drei operative Schwerpunkte zu bilden, die verteidigt werden müssten. Die Dardanellen müssten gehalten werden, um der Sowjetunion das Eindringen ins Mittelmeer und das Einwirken auf dortige Seeverbindungslinien zu verwehren und den Westmächten das Eindringen ins Schwarze Meer zu erlauben. Das Gebiet Tagliamento-Alpen-Süddeutschland müsse gehalten werden, um von dort aus nach Westdeutschland eingedrungene Kräfte aus der Flanke bedrohen zu können. Das Gebiet Schleswig-Holstein-Dänemark-Südskandinavien versperre den sowjetischen Streitkräften den Austritt aus der Ostsee und ermögliche dem Westen Operationen gegen den sowjetischen Nordflügel und in der Ostsee.
Da es nicht möglich sei, einen sowjetischen Angriff entlang natürlicher Verteidigungslinien östlich des Rheins aufzuhalten, sei eine bewegliche Verteidigung mit offensiven Elementen aufzubauen, unter anderem mit dem Ziel, den Kampf so bald wie möglich nach Ostdeutschland zu tragen. Das solle durch Befestigungen und Sperren entlang der Grenzen unterstützt werden, die als lückenlos gestaffeltes Verteidigungssystem von 50–70 Kilometer Tiefe geplant seien. Dieses solle im Wesentlichen durch panzerabwehrstarke Spezialverbände getragen werden, wobei kleinere mobile Panzer- und Artillerieeinheiten in besonders gefährdeten Zonen als doppelte Sicherung vorgesehen seien.
In der Praxis komme es darauf an, eine Verteidigung zu organisieren, die die Sowjetunion nicht ohne vorherige Heranführung zusätzlicher Truppen nach Westen überwinden könne. Die Beobachtung derartiger Kriegsvorbereitungen gebe dem Westen Zeit, Verstärkungen heranzuführen. Damit sei ein Angriff mit erheblichen Risiken verbunden, die die Sowjetunion von ihrer Absicht abhalten würden.

### III. Organisation des deutschen Kontingents

#### Grundsätzliche Erwägungen
Während die deutschen Streitkräfte einsatzmäßig einem europäischen Bündnis unterstehen sollten, bedurften sie für die truppendienstliche Führung einer deutschen Führungsorganisation. Diese sah einen dem Bundespräsidenten als Oberbefehlshaber unterstellten „Inspekteur des Deutschen Kontingents“ oder „Chef des Verteidigungsamtes“ vor. Die Experten legten Wert darauf, dass die Personalführung bei einem zivilen Verantwortlichen wie etwa einem Minister für Sicherheitsfragen lag, um eine Personalpolitik im demokratischen Sinne zu gewährleisten.
Angesichts der starken Luft- und Seestreitkräfte der USA und Großbritanniens sah man den Schwerpunkt deutscher Streitkräfte beim Heer, wobei das deutsche Kontingent gleichwohl über Luft- und Marinestreitkräfte verfügen müsse. Besonders wichtig war der Expertengruppe eine schnelle Aufstellung der deutschen Streitkräfte, um sowjetischen Gegenmaßnahmen zuvorzukommen. Die Maßnahmen sollten bereits am 1. November 1950, also nur etwa drei Wochen nach dem Treffen, beginnen und im Wesentlichen bis Herbst 1952 abgeschlossen sein. Die Denkschrift enthält eine Anzahl von Vorschlägen zu Sofortmaßnahmen und zum weiteren Vorgehen bei der Aufstellung der Truppen.

#### Heer
Es wurde vorgeschlagen, in diesem Zeitraum Heereskräfte in Stärke von 250.000 Soldaten aufzustellen. Diese Zahl sei gleichzeitig das operative Minimum und die Obergrenze dessen, was die Bundesrepublik leisten könne. Mit diesen Soldaten wären zwölf Panzerdivisionen, je vier in Nord-, West- und Süddeutschland, und sechs Korpsstäbe mit dazugehörigen Korpstruppen zu bilden. Nur mit Panzerdivisionen sei das Maß an Kampfkraft zu gewährleisten, das man angesichts der starken zahlenmäßigen Überlegenheit des Gegners benötige.
Als Endausstattung des Heeres wurden folgende größere Waffensysteme vorgesehen:
- 3.600 Panzer
- 750 Artillerie-Geschütze
- 150 schwere und 220 mittlere Flugabwehrkanonen
- 800 Sturmgeschütze oder Panzerabwehrkanonen auf Selbstfahrlafette
- 350 12-cm-Granatwerfer

Die Ausstattung der aufzustellenden Heeresfliegertruppe wird in der Denkschrift im Kapitel Luftwaffe beschrieben.

#### Luftwaffe
Es wird davon ausgegangen, dass die Fliegerkräfte größtenteils zum Heer gehören sollten. Zur Verteidigung gegen die sowjetischen Fernbomberverbände wird jedoch eine starke Jagdfliegerwaffe gefordert. In Unkenntnis der alliierten Kräfte wurde jedoch offen gelassen, ob man sich auf deren Fähigkeiten verlassen könne oder eigene deutsche Verbände aufstellen müsse. Ähnliches gelte für die bodengebundene Luftverteidigung. Deshalb wird die für deutsche Luftwaffen-Kräfte erforderliche Ausstattung nicht festgelegt.
Die Heeresfliegerverbände sollten so ausgestattet sein, dass sie die Panzerdivisionen in ihrem Kampf unterstützen können. Dafür seien Aufklärungs-, Jagd- und Schlachtfliegerkräfte erforderlich. Es seien vorzusehen:
- 180 Aufklärungsflugzeuge in sechs Gruppen zu je 30
- 279 Schlachtflugzeuge in drei Regimentern zu je 93
- 372 Jagdflugzeuge in drei Regimentern zu je 124

Zu diesen 831 Flugzeugen kämen neben den erforderlichen Bodeneinheiten noch Verbindungs- und Transportflugzeuge.

#### Marine
Wesentliche Aufgabe der westlichen Seestreitkräfte im Bereich der Nord- und Ostsee sei es, den Schleswig-Holsteinischen Brückenkopf zu sichern und der russischen Seemacht entgegenzutreten. Bei aller Überlegenheit zur See fehlten den Westmächten die geeigneten Mittel für die Kriegsführung im Küstenraum. Die deutschen Seestreitkräfte sollten deshalb über leichte Küstenstreitkräfte einschließlich eigener Marinefliegerkräfte verfügen. Die Küstenverteidigung an Land sei dabei Sache des Heeres.
Für die verschiedenen Aufgaben sollten insgesamt folgende Seekriegsmittel bereitgestellt werden:
- 12 Torpedoboote (1200 t)
- 36 Schnellboote
- 24 Klein-U-Boote (250 t)
- 36 Landungsboote verschiedener Größe und Typen
- 12 U-Jagdboote
- 12 Geleitboote (800 t)
- 60 Minenabwehrfahrzeuge (24 zu 600 t, 36 zu 100 t)
- 36 Kriegsfischkutter
- 30 Aufklärungsflugzeuge
- 30 Kampf- und U-Jagdflugzeuge
- 84 Jagdflugzeuge

### IV. Ausbildung
Der Ausbildung des deutschen Kontingents wurde große Bedeutung zugemessen. Es käme auf gut geschulte, selbständig denkende und handelnde Soldaten an, um die Überzahl sowjetischer Truppen auszugleichen. Im Kreise der ehemaligen deutschen Soldaten gebe es nicht genügend gute Ausbilder, was sich im schlechten Ausbildungsstand der Wehrmacht in den letzten beiden Kriegsjahren niedergeschlagen habe. Deshalb und wegen des einzuführenden ausländischen Materials müsse man sich an die Westmächte als Paten-Streitkräfte anlehnen. Das Heer solle sich eng an die USA anlehnen, die Luftwaffe gleichermaßen an die USA und Großbritannien. Für die Marine wurde keine Patenstreitmacht vorgeschlagen.
Wie bei der Ausstattung wurden eine Anzahl von Sofortmaßnahmen vorgeschlagen, um wie angestrebt bis 1952 über einsatzfähige Kräfte zu verfügen. Neue Vorschriften spielten beim Aufbau der Ausbildung eine besondere Rolle. Die ausländischen Vorschriften seien so schnell wie möglich ins Deutsche zu übersetzen und für deutsche Zwecke umzuarbeiten. Geeignetes Personal sei vorrangig zu rekrutieren und zu den Patenstreitkräften zu kommandieren. Eigene Schulen und Lehrgänge sollten später folgen.

### V. Das innere Gefüge
Die Experten maßen dem inneren Gefüge der neuen deutschen Streitkräfte eine große Bedeutung zu. Die Ausgangslage habe sich derart verändert, „dass ohne Anlehnung an die Formen der alten Wehrmacht heute grundlegend Neues zu schaffen“ sei. Dabei solle man sich an den westlichen Verbündeten orientieren und dabei auch „den soldatischen Erfahrungen und Gefühlen des deutschen Volkes“ Rechnung tragen.
Der deutsche Soldat verteidige zugleich Freiheit und soziale Gerechtigkeit. Die Verpflichtung gegenüber Europa überdecke die traditionellen nationalen Bindungen. Die neuen Streitkräfte dürften kein Staat im Staate sein und sollten zur Überparteilichkeit verpflichtet werden. Aktives und passives Wahlrecht für Soldaten sei mit Einschränkungen möglich, jedoch müssten Partei- und Gewerkschaftstätigkeiten während der aktiven Dienstzeit ruhen.
In einem Unterkapitel „Ethisches“ werden Eid und Soldatenpflichten abgehandelt. Darin wird eine völlige Neuordnung der Militärgerichtsbarkeit, des Disziplinarwesens und der Beschwerdemöglichkeiten gefordert. Es wird erwogen, in Straf- und Beschwerdeverfahren Vertrauensausschüsse einzubeziehen. Diese könnten auch bei der Einstellung ehemaliger Wehrmachtssoldaten eine Art Reinigungsfunktion übernehmen.
Bezüglich der Erziehung der Soldaten sollten ebenfalls neue Wege beschritten werden. Sie sollte über den Wehrdienst hinaus „der Entwicklung zum überzeugten Staatsbürger und europäischen Soldaten“ dienen. Überlebte Einrichtungen wie die Pflicht, auch außer Dienst die Uniform zu tragen, sollten aufgegeben werden.

## Kritik
Sowohl an der Zusammensetzung des Expertengremiums als auch an der von ihm verfassten Denkschrift wurde Kritik geübt. Unter anderem wird bemängelt, dass mit General Foertsch der Offizier mit am Tisch saß, der 1934 den persönlichen Eid der Wehrmachtsangehörigen auf Adolf Hitler entworfen hatte.
Die inhaltliche Kritik richtete sich vor allem gegen das erste Kapitel mit der undifferenzierten Forderung nach Rehabilitierung der Wehrmacht, der Waffen-SS und verurteilter Kriegsverbrecher.

## Folgen
Im Anschluss an die Himmeroder Konferenz berief Adenauer den CDU-Bundestagsabgeordneten Theodor Blank zum „Beauftragten des Bundeskanzlers für die mit der Vermehrung der alliierten Truppen zusammenhängenden Fragen“. Wegen dieser sperrigen Amtsbezeichnung sprach man bald vom „Amt Blank“, dem Vorläufer des 1955 gegründeten Bundesministeriums für Verteidigung.